# Карміна Бурана (Орф)

Обкладинка партитури до кантати Carmina Burana із зображенням Колеса Фортуни

Carmina Burana (Ка́рміна Бура́на) — сценічна кантата, написана композитором Карлом Орфом у 1935—1936 роках. Її повна латинська назва Carmina Burana: Cantiones profanae cantoribus et choris cantandae comitantibus instrumentis atque imaginibus magicis, що означає «Пісні Боєрна: Мирські пісні для виконання співаками та хорами, спільно з інструментами та магічними зображеннями». Carmina Burana — це частина Trionfi, музичного триптиху, який також включає в себе кантати Catulli Carmina та Trionfo di Afrodite. Найвідомішою є хорова композиція «O Fortuna» яка відкриває та завершує твір. Перша постановка твору відбулася 8 червня 1937 року в Франкфуртській Опері.
«Карміна Бурана» воскресила на оперній сцені елементи музичного театру «дооперного» періоду. Але Орф старовинні сценічні жанри осучаснив, оновив, що сприяло розширенню кола творчих пошуків музичного театру ХХ століття.
«З „Карміна Бурана“ починається моє зібрання творів», — стверджував композитор, заявивши після прем'єри в 1937 році видавцеві: «Все, що я до сих пір написав, а ви, на жаль, видали, можна знищити».
Саме «Карміна Бурана» висунула Орфа в число композиторів європейського масштабу.

## Текст

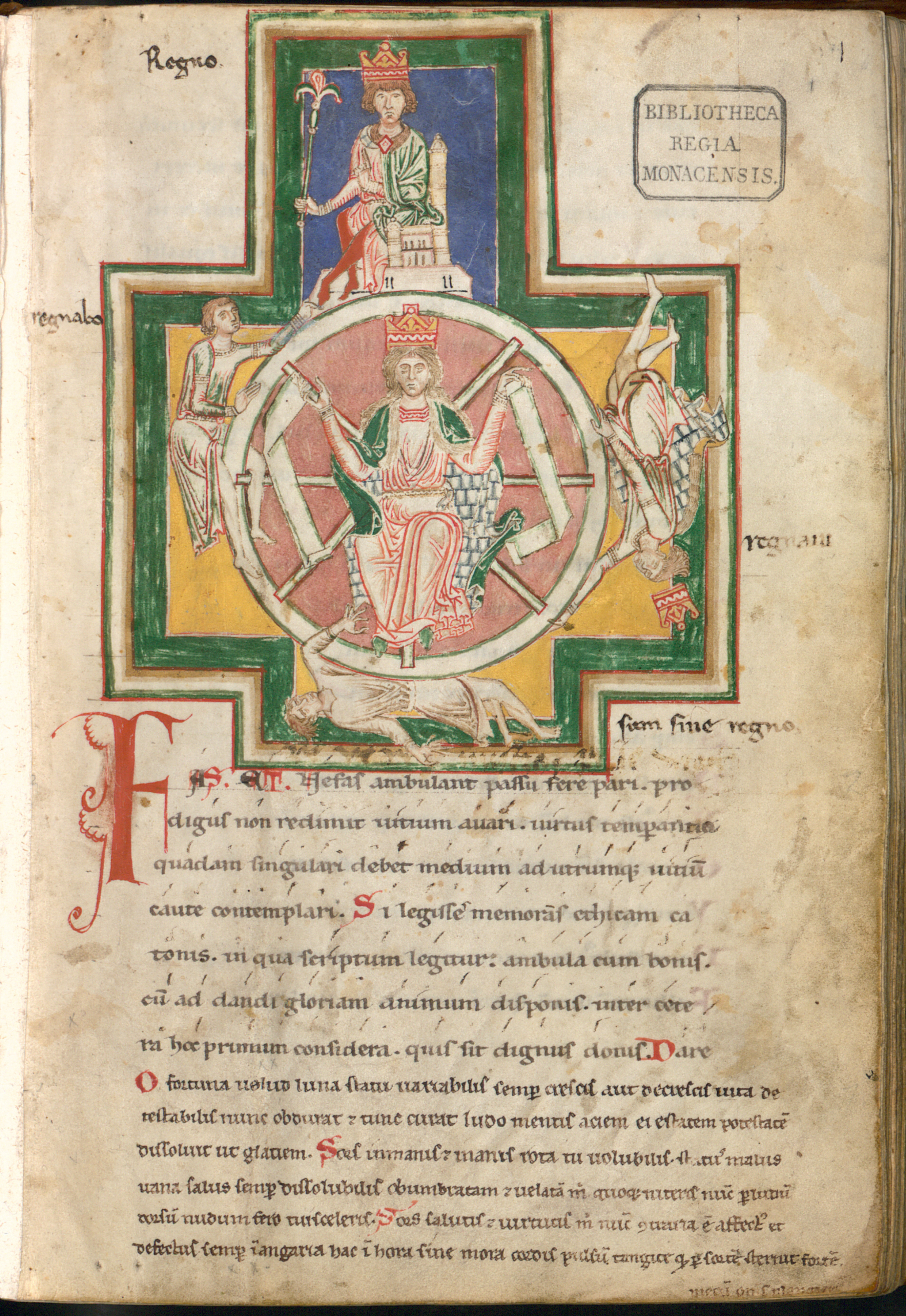
Колесо Фортуни на сторінці збірки Carmina Burana

Робота Орфа базується на 24 поемах зі збірки середньовічної поезії, названої «Carmina Burana». Назва Carmina Burana буквально означає «Пісні Боєрна». Це пов'язано з тим, що оригінальний манускрипт збірки було знайдено у бенедиктинському монастирі Боєрн (Бенедиктбоєрн) у Баварії.
Сам збірник «Пісні Боєрна» містить більше 250 текстів середньовічною латиною, давньонімецькою і давньофранцузькою мовою. Всі вони належать до творчості вагантів — мандрівних середньовічних поетів, здебільшого здекласованих студентів, школярів, священників і монахів, яких позбавили сану. В своїй творчості вони оспівували земні радощі, прославляли любов, вино й античних богів, висміювали церковну мораль, за що постійно зазнавали переслідувань церкви. Проте в поезії вагантів був присутній і мотив тлінності всього земного, слабкості людського щастя, уособленням чого служило колесо Фортуни — улюблена алегорія середньовіччя.
Орф вперше познайомився з цими текстами у публікації Джона Едінгтона Сімонда «Вино, Жінка та Пісня» 1884 року, яка містила англомовні переклади 46 поем зі збірки. Мішель Гофман, студент-юрист та ентузіаст у вивченні грецької та латини, допомагав Орфу у виборі 24 поем та складанні з них лібрето.
Це лібрето включає вірші як латиною, так і середньоверхньонімецькою. Воно охоплює широке коло світських тем, актуальних як у XIII сторіччі, так і у наш час: мінливість удачі та багатства, швидкоплинність життя, радість повернення весни та задоволення від пияцтва, обжерливості, азартних ігор та плотської любові.
Увагу Орфа відразу ж привернуло зображення колеса Фортуни на початку збірника,  в центрі якого — богиня удачі, а по краях — чотири людські фігури з латинськими написами: «Я буду царювати» — «Я царюю» — «Я царював» — «Я єсмь без царства».

## Оркестровка

### Вокал
- солісти: сопрано, тенор та баритон
  - додаткові короткі соло: 2 тенори, баритон та 2 баси
- змішаний хор
- камерний хор
- дитячий хор

### Інструменти
- Дерев'яні духові інструменти
  - 3 флейти
  - 3 гобоя
  - 3 кларнети
  - 2 фаготи та контрафагот
- Мідні духові інструменти
  - 4 валторни
  - 3 труби
  - 3 тромбони
  - 1 туба
- Ударні інструменти: литаври, глокеншпіль, ксилофон, кастаньєти, тріщалки, бубонці, трикутник, antique cymbals, тарілка креш, підвішена тарілка, там-там, оркестрові дзвони, бубон, малий військовий барабан, бас-барабан, челеста
- 2 фортепіано
- Струнні інструменти

## Структура
Carmina Burana складається з п'яти частин, кожна з яких містить декілька окремих вокальних та інструментальних номерів. Відповідно до угруповання народних текстів кожна з частин кантати присвячена розкриттю однієї поетичної теми.
- Fortuna Imperatrix Mundi [Фортуна, Цариця Світу]
- Primo vere [Весна] — включає внутрішню сцену Uf dem Anger [У Низині]
- In Taberna [В Таверні]
- Cours d'amours [Суд Любові]
- Blanziflor et Helena [Blanziflor and Helena]

Композиційна структура значною мірою ґрунтується на ідеї обертання Колеса Фортуни. Малюнок колеса містився на першій сторінці Burana Codex. На ободі колеса були викарбувані чотири фрази:
«Regnabo, Regno, Regnavi, Sum sine regno» [буду правити, правлю, правив, моє правління скінчилося]
В кожному розділі, а іноді і протягом одного номера Колесо Фортуни повертається, щастя обертається сумом, а надія змінюється горем. Перша частина O Fortuna звучить також і в кінці твору, символізуючи кінець кола і водночас його початок.